# フィル・ハンディ
フィル・ハンディ（ Philip T. Handy 1971年8月24日  - ） は、アメリカ合衆国・カリフォルニア州出身の元バスケットボール選手であり、現在はロサンゼルス・レイカーズのアシスタントコーチを務めている。

## 出自
カリフォルニア州サンレアンドロで生まれ、カリフォルニア州ユニオンシティのヘイワードで育った。

## コーチとしてのキャリア
ハンディは6回のNBAファイナルに出場した。4回はクリーブランド・キャバリアーズ（2015–2018）、1回はトロント・ラプターズ（2019）、1回はロサンゼルス・レイカーズ（2020）である。